# Edmon Ryan
Edmon Ryan Mossbarger, noto semplicemente come Edmon Ryan (Cecilia, 5 giugno 1905 – Louisville, 4 agosto 1984), è stato un attore statunitense.
Ha recitato al cinema, al teatro e in televisione.

## Filmografia parziale

### Cinema
- La ballerina dei gangsters (Gangsters), regia di Sonnie Hale (1938)
- La via della morte (Side Street), regia di Anthony Mann (1949)
- La strada del mistero (Mystery Street), regia di John Sturges (1950)
- Golfo del Messico (The Breaking Point), regia di Michael Curtiz (1950)
- Tre segreti (Three Secrets), regia di Robert Wise (1950)
- La banda dei tre stati (Highway 301), regia di Andrew L. Stone (1950)
- I cavalieri della regina, regia di Mauro Bolognini (1954)
- Domani m'impiccheranno (Good Day for a Hanging), regia di Nathan H. Juran (1959)
- La ragazza del quartiere (Two for the Seesaw), regia di Robert Wise (1962)
- I guai di papà (A Global Affair), regia di Jack Arnold (1964)
- Madame P... e le sue ragazze (A House Is Not a Home), regia di Russell Rouse (1964)
- Tempo di guerra, tempo d'amore (The Americanization of Emily), regia di Arthur Hiller (1964)
- Il club degli intrighi (Banning), regia di Ron Winston (1967)
- Topaz, regia di Alfred Hitchcock (1969)
- Tora! Tora! Tora! (Tora! Tora! Tora!), regia di Richard Fleischer (1970)

### Televisione
- The Doctor – serie TV, episodio 1x41 (1953)
- The Kaiser Aluminum Hour – serie TV, episodio 1x10 (1956)
- The Alcoa Hour – serie TV, episodio 2x15 (1957)
- Bonanza – serie TV, episodio 1x05 (1959)
- Thriller – serie TV, episodio 1x28 (1961)
- Outlaws – serie TV, episodio 1x14 (1961)
- Scacco matto (Checkmate) – serie TV, episodio 2x34 (1962)
- Indirizzo permanente (77 Sunset Strip) – serie TV, episodio 5x05 (1962)
- The Nurses – serie TV, episodio 1x26 (1963)
- Mr. Novak – serie TV, episodio 2x20 (1965)